# پل کیتینگ
پل کیتینگ (انگلیسی: Paul Keating؛ زادهٔ ۱۸ ژانویهٔ ۱۹۴۴) یک سیاست‌مدار اهل استرالیا است.